# 鳴滝忠五郎
鳴滝 忠五郎（なるたき ちゅうごろう、1782年（天明2年） - 1818年（文化15年）3月19日（旧暦2月13日））は、出雲国大原郡（現：島根県雲南市）出身の大相撲力士。本名は石田と伝わるが詳細は不明。

## 来歴
1782年（天明2年）に出雲国大原郡（現：島根県雲南市）で生まれる。松江藩の抱え力士として1805年（文化2年）2月場所で初土俵（三段目）を踏む。1809年（文化6年）2月場所で西二段目（十両）9枚目に昇進すると、7勝2敗の優勝相当成績を挙げた。さらなる活躍が期待されるも低迷し、1812年（文化9年）11月場所でようやく新入幕を果たす。自身より一年遅れで初土俵を踏んだ柏戸利助とは良き好敵手で、1813年（文化10年）11月場所および1814年（文化11年）11月場所で7勝、1815年（文化12年）3月場所で6勝、1816年10月場所で8勝を挙げるも優勝相当成績は全て柏戸となった。大事な場面でいずれも柏戸に優勝相当成績を奪われながらも、1817年（文化14年）1月場所では6勝1敗1分1無1休で悲願の優勝相当成績を挙げる。
しかし、鳴滝が幕内で優勝相当成績を挙げたのはこの場所限りで、1817年（文化14年）には6勝1敗1分2休の好成績を挙げるも、6勝1敗1預2休だった柏戸にまたしても優勝相当成績をさらわれてしまった。柏戸に優勝相当成績をさらわれること5回、成績では大関昇進もおかしくないほどだったが関脇止まりに終わり、1818年（文化15年）2月13日に現役のまま死去、37歳没。
勝川春亭によって描かれた錦絵が現存しており、2014年（平成26年）6月には浮世絵 太田記念美術館（東京都渋谷区）で「江戸の相撲と力士たち 石黒和義コレクション」として展示された。
島根県出身の力士としては初めて関脇へ昇進した力士である。鳴滝が昇進する以前には大関・釋迦ヶ嶽雲右エ門が存在するが、看板大関としての登場で、鳴滝の後には陣幕久五郎（1863年、後の第12代横綱）、谷ノ音喜市（1894年）、隠岐の海歩（2015年）が昇進している。